# Nu Orionis
Nu Orionis (67 Orionis) é uma estrela na direção da constelação de Orion. Possui uma ascensão reta de 06h 07m 34.32s e uma declinação de +14° 46′ 06.7″. Sua magnitude aparente é igual a 4.42. Considerando sua distância de 534 anos-luz em relação à Terra, sua magnitude absoluta é igual a −2.00. Pertence à classe espectral B3IV.